# 奧尼克斯 (阿肯色州)
奧尼克斯（英語：Onyx）是位於美國阿肯色州耶爾縣的一個非建制地區。該地的面積和人口皆未知。

## 地理
奧尼克斯的座標為34°51′05″N 93°24′29″W / 34.85139°N 93.40806°W，而該地的平均海拔高度為224米（即735英尺）。